# Jean Odermatt
Jean Odermatt (* 1948 in Luzern) ist ein Schweizer Künstler und Soziologe. Sein Hauptwerk ist das «Gotthard-Projekt», eine 1983 begonnene und bis heute andauernde fotografische und szenografische Erkundung im Gebiet des zentralen Schweizer Alpenüberganges. Teil des Projekts war die 2004 fertiggestellte Transformation des ehemaligen Artilleriewerks San Carlo der Schweizer Armee zum skulpturalen Ort und Kommunikationszentrum La Claustra. Die 4'000 m² grosse, unterirdische Anlage liegt nahe der Passhöhe auf 2050 m ü. M. auf dem Gebiet der Tessiner Gemeinde Airolo. Die Anlage wurde 2012 veräussert, da sie durch den angeschlossenen Hotelleriebetrieb nicht zu finanzieren war.